# The Thrill Is Gone
The Thrill Is Gone é uma canção de Blues escrita por Roy Hawkins e Rick Darnell em 1951. A gravação de Hawkins chegou à 6ª posição da Billboard R&B, porém a versão mais conhecida é a de B.B. King lançada em 1969. É considerada, ainda hoje, uma das maiores composições da história gênero e perpetuou-se também como uma das canções assinaturas de B.B. King. É listada em 183º das 500 Melhores Canções de Todos os Tempos pela revista Rolling Stone. Foi incluída no Grammy Hall of Fame em 1998. 

## Versão de B.B. King
King gravou "The Thrill Is Gone" originalmente em 1969 para incluí-la em seu álbum Completely Well. O destaque para as cordas da guitarra foi um divisor de águas tanto na história da canção, quanto na carreira do próprio King. Após o lançamento, a versão de King atingiu o Top 20 da Billboard Hot 100 e o 3º lugar na Billboard R&B; foi de imediato seu maior sucesso de vendas. King ganhou também um Grammy de Melhor Vocal Masculino de R&B em 1970.